# مار دریایی سرکوچک
مار دریایی سرکوچک(نام علمی: Hydrophis gracilis) نام یک گونه از تیره کفچه‌ماران است.